# هانس اگدا
هانس اگدا (نروژی: Hans Egede؛ زاده ۳۱ ژانویهٔ ۱۶۸۶ درگذشته ۵ نوامبر ۱۷۵۸) یک زبان‌شناس اهل نروژ بود.

## نگارخانه

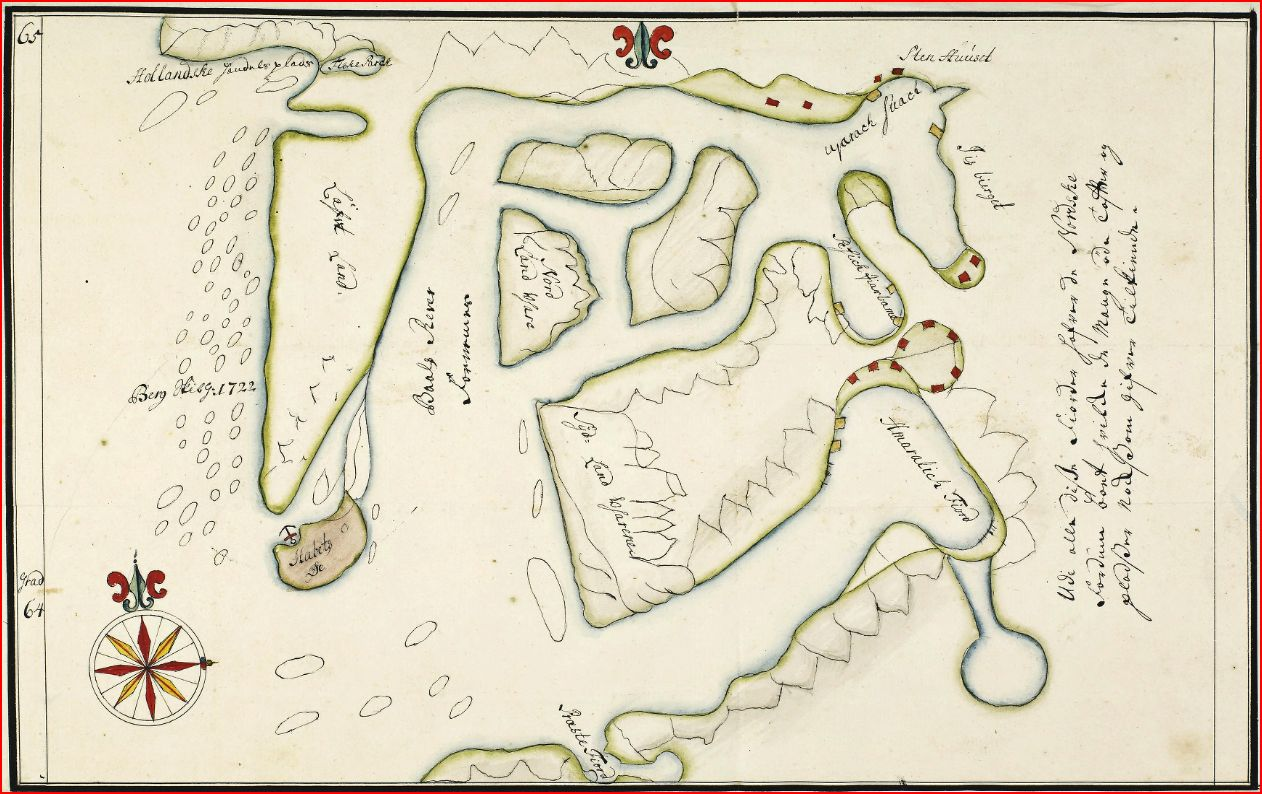
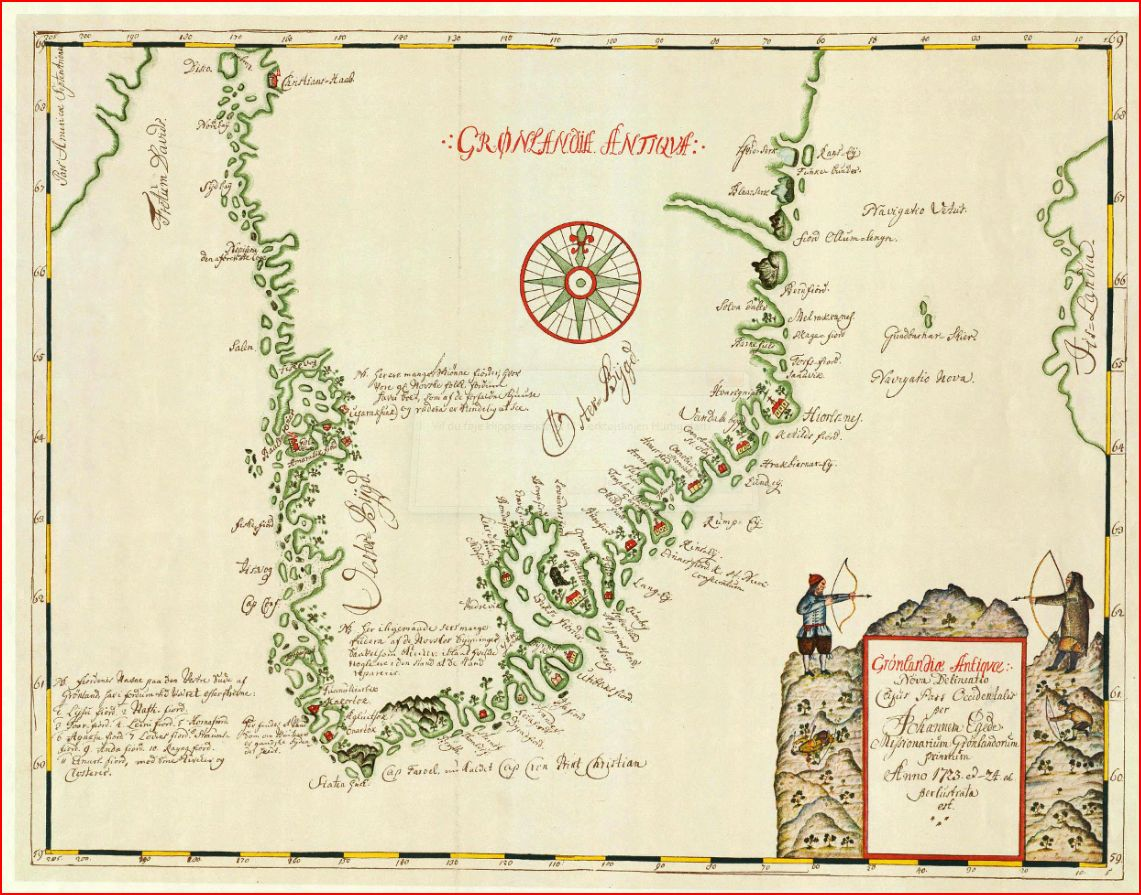
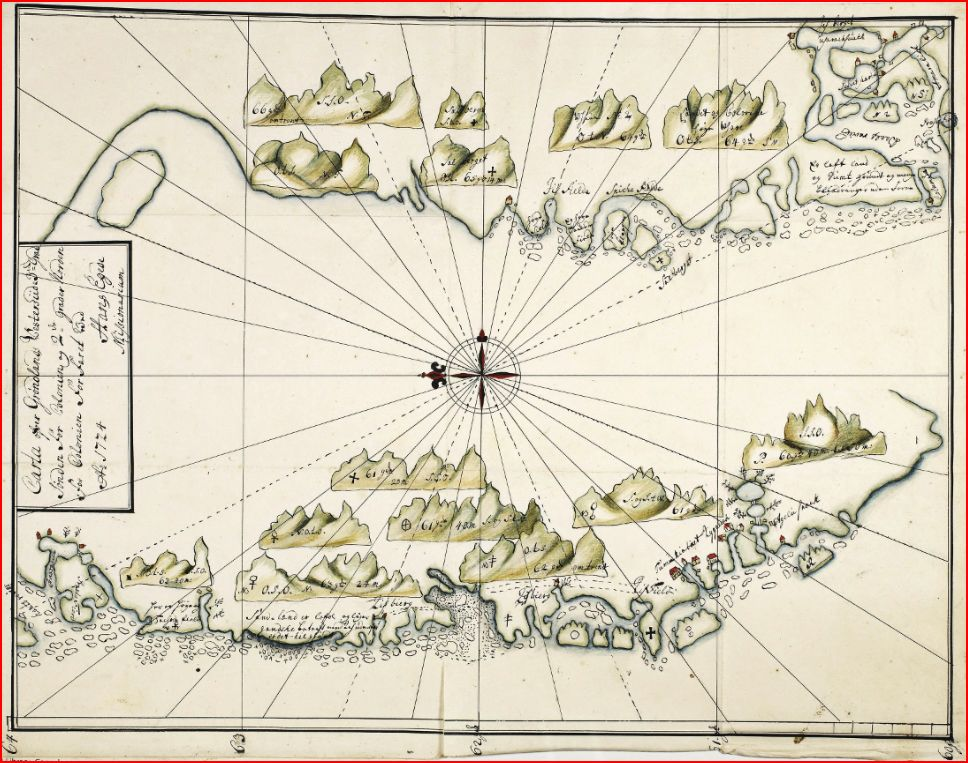
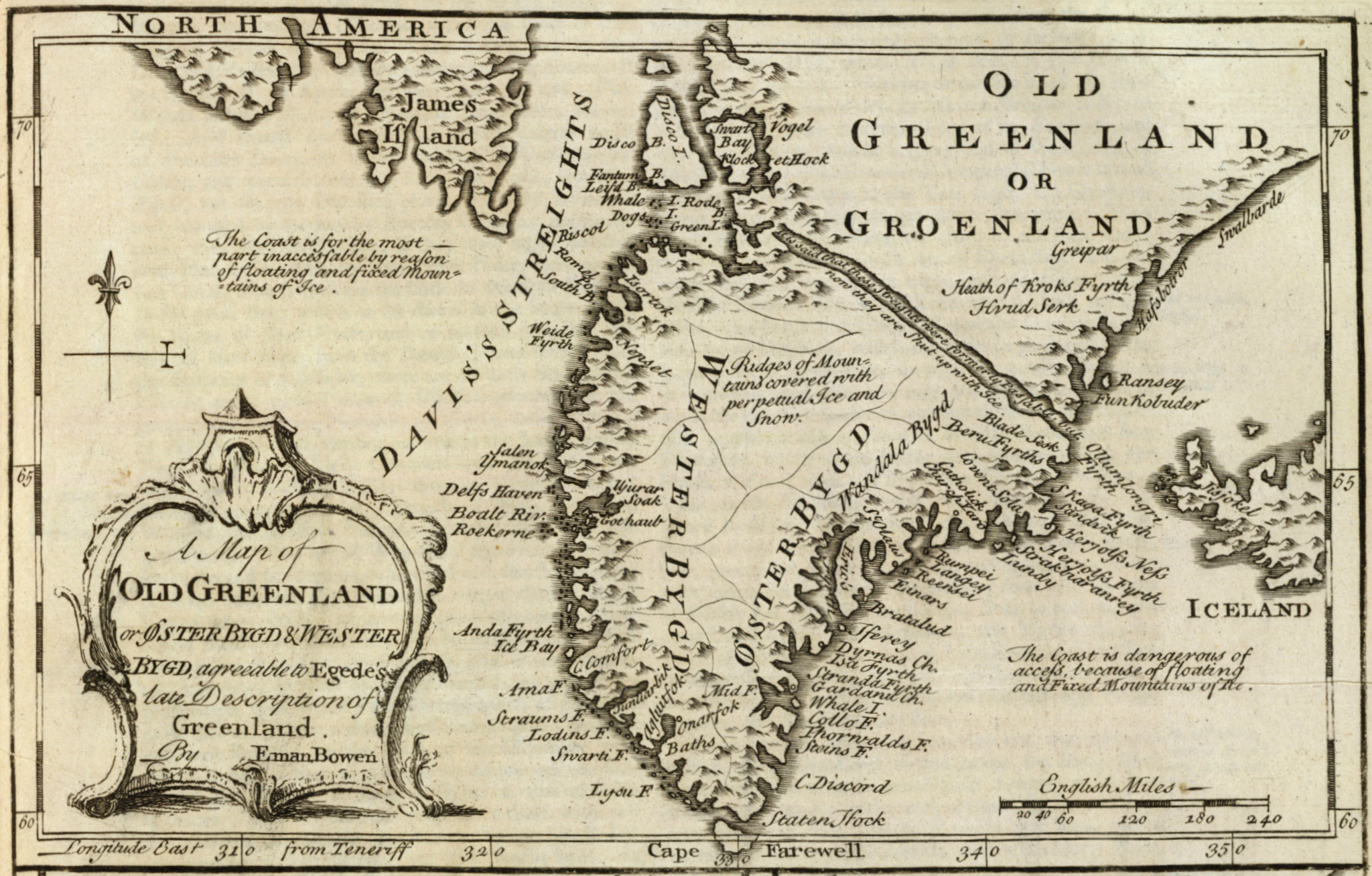
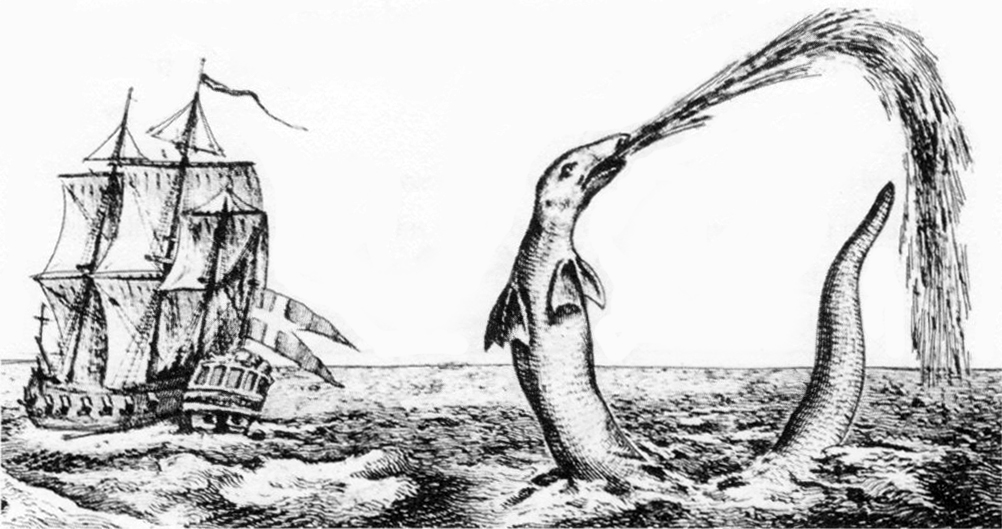
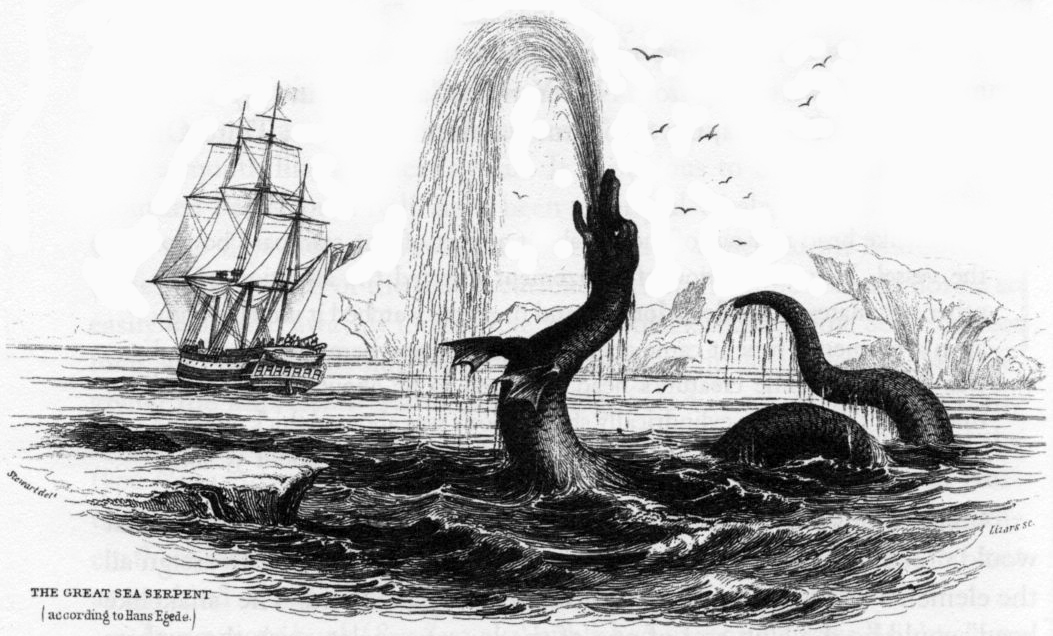